# François-Antoine de Méan de Beaurieux
Pour les articles homonymes, voir Méan.
Le prince François-Antoine de Méan de Beaurieux, aussi Franciscus-Antonius de Méan de Beaurieux, né le 6 juillet 1756 et mort le 15 janvier 1831 , est un ecclésiastique liégeois puis belge qui est le dernier prince-évêque de Liège et qui devient archevêque de Malines en 1817, et ainsi premier primat de Belgique (1831), lorsque le pays devient indépendant.

## Biographie

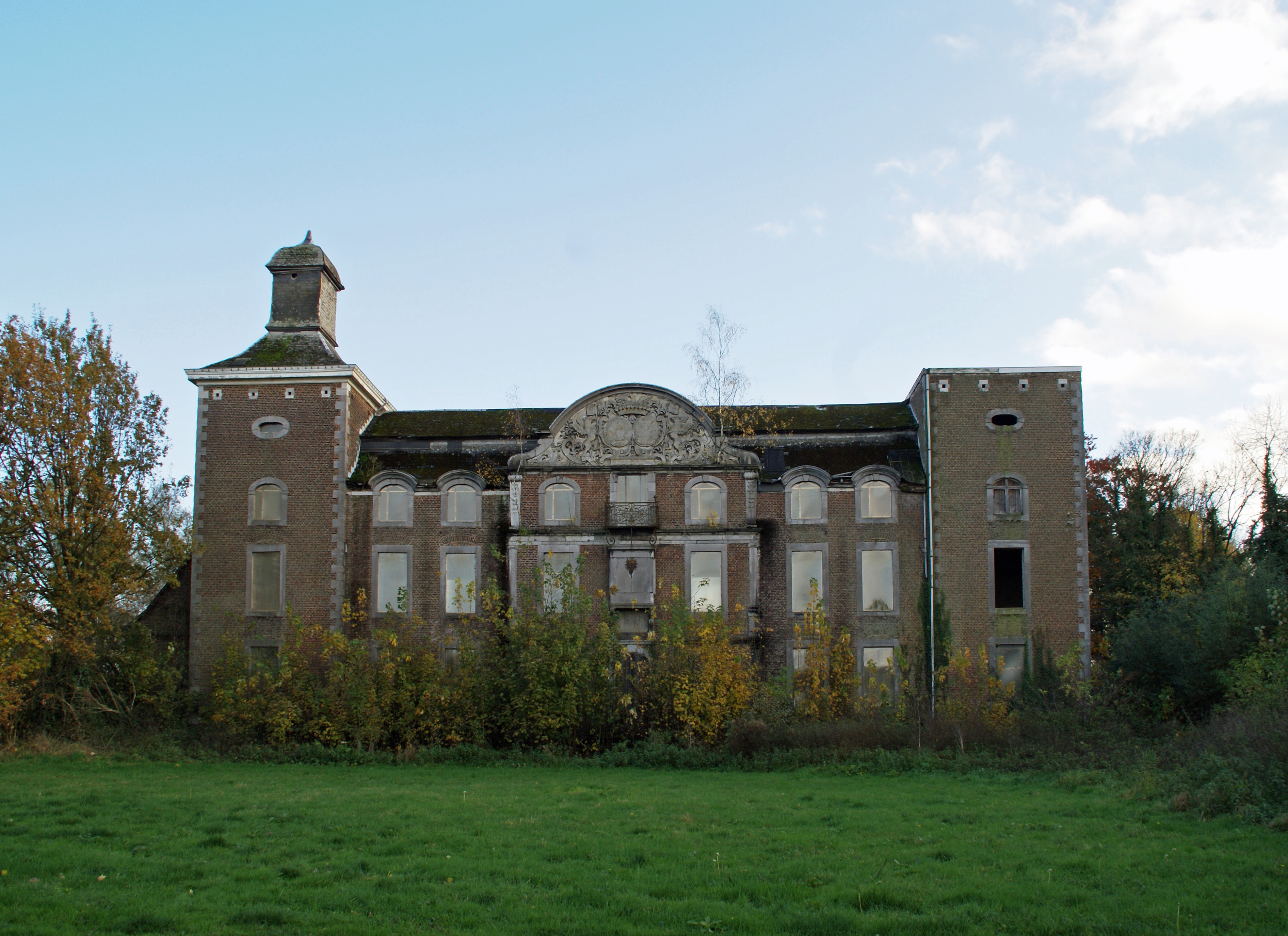
Façade du château de Méan.

Né au château de Méan à Saive, il est désigné comme évêque auxiliaire en 1785 par son oncle le prince-évêque César-Constantin-François de Hoensbroeck, à la mort duquel il est élu prince-évêque en 1792 après une période de vacance du 4 juin au 16 août. Il s'enfuit à Düsseldorf au moment de l'occupation de Liège par Dumouriez et n'en revient qu'en 1793.
L'ultime restauration du prince-évêque se déroule dans un climat de haine.
À la période française qui se termine en 1814, succède l'intégration des provinces belges dans le nouveau royaume uni des Pays-Bas, il est nommé archevêque du diocèse de Malines par Guillaume Ier le 28 juillet 1817 ce qui explique qu'il est souvent nommé de Malines. Il meurt le 15 janvier 1831 peu après la proclamation de l'indépendance de la Belgique.
Après avoir étudié à  l'université de Mayence et à celle de Douai, il devient récipiendaire de la cathédrale Saint-Lambert de Liège, puis évêque titulaire du diocèse de Constantine en Algérie et coadjuteur de  son oncle, César-Constantin de Hoensbroeck, prince-évêque de Liège. Lors de la révolution liégeoise de 1789, il s'enfuit avec son oncle à l'abbaye Saint-Matthias de Trèves. Après la restauration en 1791, grâce à l'envoi de troupes par l'empereur Léopold II du Saint-Empire, il reprend son travail de coadjuteur. Après la mort de son oncle il est nommé prince-évêque de Liège le 16 août 1792. Son épiscopat est interrompu par l'invasion des troupes françaises le 28 novembre 1792. Il avait fui Liège la veille et se réfugie à Düsseldorf. Après la reconquête par les troupes autrichiennes (5 mars 1793), il revient le 21 mars 1793. Le 24 juillet 1794, il doit à nouveau fuir les Français et passe les années suivantes en exil. Il est déposé au Concordat du 15 juillet 1801. Après la conclusion du concordat du 15 juillet 1801, il est nommé vicaire apostolique des groupes nouvellement créés, Ravenstein et Megen, situés dans le département du Brabant et plus tard dans la province néerlandaise du Brabant-Septentrional. Il occupe ce vicariat jusqu'à sa mort en 1831. Sous le royaume uni des Pays-Bas, il devient archevêque de Malines (28 juillet 1817 - 15 janvier 1831). Il achète le terrain et les bâtiments restants de l'ancien palais archiépiscopal de Malines en 1818 où il construit le palais actuel. Le roi Guillaume Ier des Pays-Bas le nomme au Sénat en 1815 et en 1816 et lui reconnait le 5 mars 1816 le titre de prince de Méan. Il soutient au début la politique du roi, mais en 1819, il démissionne du Sénat et s'oppose de plus en plus à l'ingérence du monarque en matière de religion et doit se cacher. Après le concordat de 1828, il redevient plus favorable envers Guillaume Ier. Peu de temps après la révolution belge, il reconnait le nouveau gouvernement des provinces du sud du pays et s'adresse au Congrès national par lettre. Il meurt à Malines le 15 janvier 1831, à l'âge de 74 ans. Toutefois, la médaille commémorative, frappée à la suite de l'inauguration de sa tombe dans la cathédrale Saint-Rombaut de Malines, mentionne Décédé le 31 janv. 1831.

## Famille
François-Antoine de Méan est issu de la famille de Méan de Beaurieux et un descendant de Charles de Méan (1604-1674) qui est bourgmestre de Liège et en en son temps l'un des jurisconsultes les plus érudits et les plus estimés de la principauté de Liège.

## Hommage
- Mausolée de Monseigneur François-Antoine de Méan, par le sculpteur Louis Jehotte, à la cathédrale Saint-Rombaut à Malines.